# Joe Hewitt
Joseph Eric (Joe) Hewitt (13 de abril de 1901 - 1 de novembro de 1985) foi um oficial graduado da Força Aérea Real Australiana (RAAF). Iniciou sua carreeira militar na  Marinha Real Australiana (RAN), tendo sido transferido para a Força Aérea em 1928, aonde comandou os esquadrões  No. 101 (Fleet Cooperation) Flight (1931–33), o No. 104 (Bomber) Squadron RAF (1936–38) e o No. 9 Operational Group (1943) que teve decisiva participação na Batalha do Mar de Bismarck.
Como escritor foi o autor do livro Adversity in Success, um relato da guerra Aérea no Sudoeste do Pacífico durante a Segunda Guerra Mundial.

## Livros publicados
- Hewitt, J.E. (1980). Adversity in Success. South Yarra, Victoria: Langate Publishing. ISBN 0-9594622-0-1
- Hewitt, J.E. (1984). The Black One. South Yarra, Victoria: Langate Publishing. ISBN 0-9594622-1-X